# Alfa Romeo Junior (2024)
De Alfa Romeo Junior (type 966) is een cross-over van het Italiaanse automerk Alfa Romeo die in april 2024 werd gepresenteerd onder de modelnaam Milano. Vijf dagen na de introductie werd bekendgemaakt dat de naam was gewijzigd in Junior omdat volgens Italiaanse wetgeving een product geen geografische Italiaanse naam mag hebben wanneer het niet in Italië wordt geproduceerd. De wagen wordt gebouwd in het Poolse Tychy.
De Junior is de eerste volledig elektrische auto van Alfa Romeo. Later zal de auto ook in een half hybride versie aangeboden worden.

## Techniek
De 4,17 m lange Junior is technisch verwant met andere modellen uit de Stellantis-groep, zoals de Fiat 600, Jeep Avenger en Opel Mokka, die alle zijn gebouwd op het 'Common Modular Platform'. De lithium-ion-accu met een capaciteit van 54 kWh zou een actieradius volgens WLTP van maximaal 410 km mogelijk maken. De laadsnelheid bedraagt op DC maximaal 100 kW, waarmee de wagen in minder dan een half uur van 20 naar 80 procent kan worden geladen. Op AC bedraagt de laadsnelheid maximaal 11 kW. De elektromotor drijft de voorwielen aan en is leverbaar in twee vermogensvarianten: 115 kW (156 pk) of 177 kW (240 pk). Ook wordt 1,2-liter-driecilinder benzinemotor met 100 kW (136 pk) en mild-hybride systeem leverbaar, dat wordt gecombineerd met een in de dubbelekoppelingversnellingsbak geïntegreerde elektromotor met 21 kW (29 pk) en een 48-Volt-systeem. Deze versie komt later ook beschikbaar met vierwielaandrijving.

## Technische gegevens
|                                                      | Ibrida                                  | Ibrida Q4                                 | Elettrica                     | Veloce                                 |                       |
| Motorgegevens                                        | Motorgegevens                           | Motorgegevens                             | Motorgegevens                 | Motorgegevens                          |                       |
| ---------------------------------------------------- | --------------------------------------- | ----------------------------------------- | ----------------------------- | -------------------------------------- | --------------------- |
| Motortype, brandstof                                 | 3-in-lijn benzinemotor                  | 3-in-lijn benzinemotor                    | —                             | —                                      |                       |
| Configuratie elektromotor                            | geïntegreerd in transmissie             | geïntegreerd in transmissie + op achteras | 1 elektromotor, op vooras     | 2 elektromotoren, op voor- en achteras |                       |
| Cilinderinhoud                                       | 1199 cm³                                | 1199 cm³                                  | —                             | —                                      |                       |
| Vermogen bij min−1                                   | 100 kW (136 pk)1/5750                   | 122 kW (163 pk)1/n.b.                     | 115 kW                        | 177 kW                                 |                       |
| Max. koppel bij min−1                                | 230 Nm1/1500                            | n.b.                                      | 260 Nm                        | 345 Nm                                 |                       |
| Aandrijflijn                                         |                                         |                                           |                               |                                        |                       |
| Aandrijving                                          | voorwielaandrijving                     | vierwielaandrijving                       | voorwielaandrijving           | vierwielaandrijving                    |                       |
| Transmissie                                          | 6-traps dubbelekoppelingversnellingsbak | 6-traps dubbelekoppelingversnellingsbak   | reductiebak                   | reductiebak                            |                       |
| Specificaties                                        |                                         |                                           |                               |                                        |                       |
| Topsnelheid                                          | 206 km/h                                | n.b.                                      | 150 km/h                      | 200 km/h                               |                       |
| Acceleratie, 0–100 km/h                              | 8,9 s                                   | n.b.                                      | 9,0 s                         | 6,0 s                                  |                       |
| Brandstof-/energieverbruik per 100 km (gecombineerd) | 5,2 l Super                             | n.b.                                      | 15,0–15,6 kWh                 | n.b.                                   |                       |
| CO2-emissie, gecombineerd                            | 117 g/km                                | n.b.                                      | 0 g/km                        | 0 g/km                                 |                       |
| Tankinhoud                                           | 44 l                                    | 44 l                                      | —                             | —                                      |                       |
| Accu (Lithium-Ionen-Polymeer)                        | 0,89 kWh (bruto) 0,42 kWh (netto)       | 0,89 kWh (bruto) 0,42 kWh (netto)         | 54 kWh (bruto) 51 kWh (netto) | 54 kWh (bruto) 51 kWh (netto)          |                       |
| Elektrisch bereik volgens WLTP                       | —                                       | —                                         | 398–410 km                    | n.b.                                   |                       |
| Uitlaatgasnorm                                       | Euro 6d                                 | Euro 6d                                   | —                             | —                                      |                       |
| Afmetingen en massa                                  |                                         |                                           |                               |                                        |                       |
| Lengte x breedte x hoogte                            | 4170 x 1780 x 1500 mm                   | 4170 x 1780 x 1500 mm                     | 4170 x 1780 x 1500 mm         | 4170 x 1780 x 1500 mm                  | 4170 x 1780 x 1500 mm |
| Wielbasis                                            | 2550 mm                                 | 2550 mm                                   | 2550 mm                       | 2550 mm                                | 2550 mm               |
| Volume bagageruimte                                  | 400 dm³                                 | 400 dm³                                   | 400 dm³                       | 400 dm³                                | 400 dm³               |
| Massa leeg                                           | 1380 kg                                 | n.b.                                      | 1620 kg                       | 1635 kg                                |                       |

1) Systeemvermogen

## Vormgeving
Net als andere modellen heeft de Junior de V-vormige grille, de zogenaamde scudetto, maar in een "nieuwe interpretatie". De nummerplaat, lange tijd asymmetrisch geplaatst vanwege die radiator, is op voorschrift van de Europese Unie nu in het midden geplaatst. De grille is daaraan aangepast. Dit zal ook bij andere toekomstige modellen gebeuren.